# Jane Marcet
Jane Marcet, nacida como Haldimand, (Londres, 1 de enero de 1769 – 28 de junio de 1858) fue una escritora exitosa de libro populares de introducción a la ciencia.

## Biografía
Siguiendo la tradición suiza, fue educada en casa con sus hermanos y estudió latín (esencial para las ciencias), química, biología, e historia, así como los temas que en Inglaterra en aquel tiempo se consideraban necesarios para las chicas jóvenes. Jane tuvo que ocuparse de la casa y de su hermano a la edad de 15 años, después de la muerte de su madre. 
Jane desarrolló un interés temprano por el arte durante un viaje en Italia en 1796. Estudió arte con Joshua Reynolds y Thomas Lawrence, lo cual le sirvió más tarde para ilustrar sus libros.

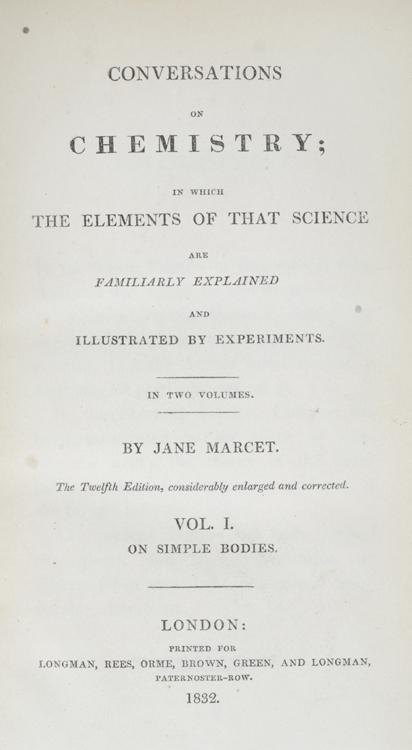
Conversas sobre Química, página de Título, Duodécima edición, 1832. [http://www.chemheritage.org/ Fundación de Patrimonio químico

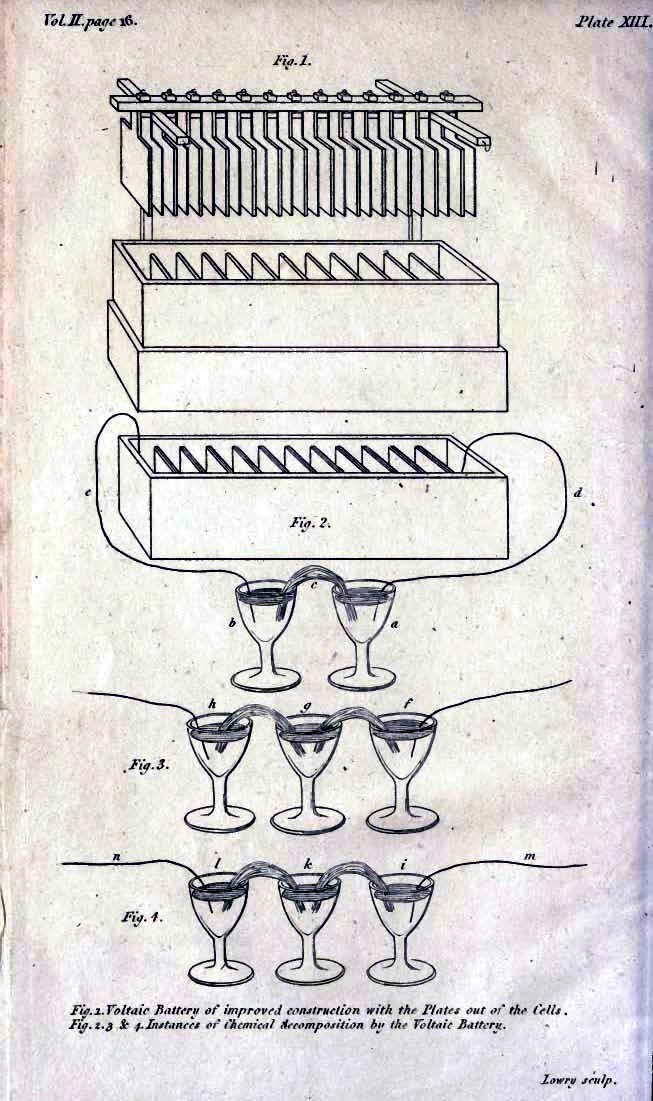
Plato de Jane Marcet Conversas encima Química